# Торговиця (річка)
Торговиця — річка в Україні, у Конотопському районі Сумської області. Права притока Ромену (басейн Дніпра).

## Опис
Довжина 16 км, похил річки — 0,19 м/км. Площа басейну 80,3 км².

## Розташування
Бере початок на південному сході від села Соснівки. Тече переважно на південний схід понад Торговицею, Шевченковим і на південно-східній околиці Карабутового впадає у річку Ромен, праву притоку Сули. 
Неподалік села Шевченкове річку перетинає автомобільна дорога Р60.

## Цікаві факти
- Село Соснівка згадується у матеріалах про Конотопську битву.
- До проведення міліорації у 60-і роки минулого століття річки Торговиця і Куколка витікали одна проти одної у майже діаметрально-протилежних напрямках. Нині річки з'єднані міліоративним каналом.